# 丙酮酸脱羧
丙酮酸脱羧（英語：Pyruvate decarboxylation），亦作丙酮酸氧化（英語：The Oxidation of Pyruvate），是一个将丙酮酸通过氧化脱羧反应而产生乙酰辅酶A并释放还原等效物还原型烟酰胺腺嘌呤二核苷酸与二氧化碳的远离平衡自动催化生化反应。它之所以被称为“链接反应”是因为它架起了糖酵解与三羧酸循环这两个重要代谢途径之间的桥梁。该反应常由作为有氧呼吸一部分的丙酮酸脱氢酶复合体所催化。在真核生物中，丙酮酸脱羧只在线粒体基质中发生；原核生物中的相似反应则是发生在胞浆和质膜上。

## 氧化脱羧

### 反应
| 丙酮酸     | 丙酮酸脱氢酶复合体 | 丙酮酸脱氢酶复合体 | 乙酰辅酶A |
|            |                    |                    |           |
| CoA + NAD+ | CO2 + NADH,H+      |                    |           |
|            |                    |                    |           |
|            |                    |                    |           |
|            |                    |                    |           |
|            |                    |                    |           |

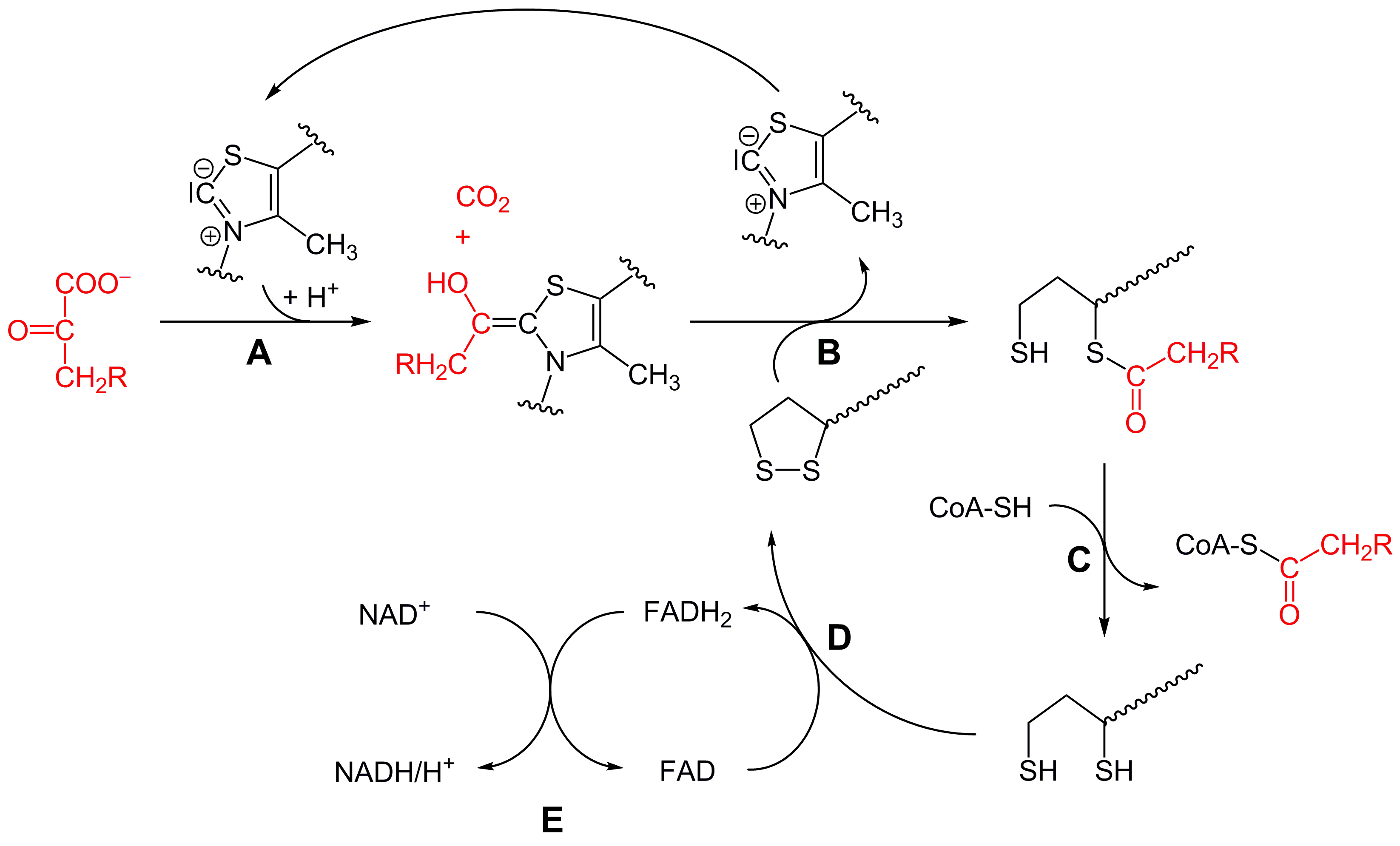
丙酮酸脱氢酶复合体反应机理

该反应在大多数生物中很常见并作为到三羧酸循环链接。不像糖酵解的反应在胞浆中进行，该反应在线粒体中进行。
A.丙酮酸与酶的硫胺素焦磷酸基团（TPP）相结合，硫胺素焦磷酸是维生素B1的活性形式。然后，丙酮酸上的羧基变成CO2被去掉，形成羟乙基硫胺素焦磷酸。这一步催化反应是在复合体中的丙酮酸脱氢酶上进行的。
B.羟乙基转移到硫辛酰胺这种辅酶上，硫辛酰胺上的二硫键可作为氧化剂，于是羟乙基并被其氧化变成乙酰基，这就形成了一个硫酯键，而硫胺素焦磷酸变回原样。
C.在二氢硫辛酰基乙酰基转基酶的作用下，携带着乙酰基的硫辛酰胺将乙酰基转移到辅酶A上形成乙酰辅酶A。这是一个化学酯交换反应。
D.二氢硫辛酸被二氢硫辛酰基去氢酶催化脱氢，以再次回到氧化，同时氧化型黄素腺嘌呤二核苷酸变为还原型。
E.最后，还原型黄素腺嘌呤二核苷酸被酶催化，将氢转移给氧化型烟酰胺腺嘌呤二核苷酸，重新生成氧化型回到第四步中。

### 意义
由丙酮酸脱氢酶复合体所进行的将丙酮酸变为乙酰辅酶A的转换尤其在肝脏中是一个重要的反应步骤，它切断了丙酮酸所有进行糖异生为葡萄糖以及作为转氨基底物的后路。这保证了丙酮酸进入三羧酸循环作为氧化磷酸化的底物，或者转变为柠檬酸以回到胞浆（三羧酸转运系统）中以作为生物合成脂肪酸和类异戊二烯的底物。
总结：
1. 丙酮酸被脱羧

1. 剩下部分接到辅酶A上形成乙酰辅酶A

乙酰辅酶A接下来被用在三羧酸循环中。

### 其他生物
在厌氧生物中的丙酮酸氧化脱羧与有氧过程有所不同，其原因是该反应的电子受体是铁硫蛋白而不是NAD+。该转换是被一种硫胺素依赖的酶所催化，该酶也可以催化辅酶A酰化。该还原等价物在氢化酶的作用下以产生氢气的方式被氧化。

## 广义的脱羧
上面所介绍的脱羧是特指丙酮酸的“氧化脱羧”。其实在广泛意义上说丙酮酸在体内还有一种脱羧，那就是丙酮酸的“简单脱羧”。
所谓“简单脱羧”和“氧化脱羧”，其区别是：简单脱羧没有氧化还原反应，而氧化脱羧则需要烟酰胺腺嘌呤二核苷酸、黄素腺嘌呤二核苷酸等氧化还原受体。
丙酮酸的简单脱羧是由丙酮酸脱羧酶所催化的，生成乙醛和二氧化碳；其反应大致可分为四步：①硫胺素焦磷酸的活性碳原子对丙酮酸的羰基碳（中间的那个碳原子）进行亲核攻击，羰基氧与质子结合变成羟基；②羧基从此共价化合物上脱去生成二氧化碳，形成了共振稳定的碳负离子化合物；③碳负离子被氢离子质子化，形成羟乙基硫胺素焦磷酸；④羟基去质子化，硫胺素与羟乙基两者之间的共价键断开形成乙醛。
乙醛可以继续在乙醇脱氢酶的作用下生成乙醇。由葡萄糖通过糖酵解生成丙酮酸并产生乙醇的过程被称为乙醇发酵，俗称酒精发酵。